# 熱經濟學
熱經濟學，也被稱為生物物理經濟學，是一種非主流經濟學，它把热力学定律应用到经济理论中来。術語「熱經濟學」是由美國工程師梅倫‧翠柏斯創造於1962年，熱經濟學可以被看作是經濟價值的統計物理學。

## 学科基础
熱經濟學的依據是：能源的作用在生物的進化中，通過熱力學第二定律，可被定義及理解；以經濟標準則表示為生產力、效率，尤其是各類機制下的成本和收益（或盈利能力），用於獲得及運用可用能源來構建生物質和做工作。

## 熱力學
熱經濟學家認為，人類經濟體系可以看作是熱力學系統。而基於這個前提下，熱力學第一和第二定律的經濟理論的類似物得以開發。還有熱力學的度量–㶲（英語：Exergy）：它測量一個系統有效運作的能源，是價值的一個度量。

## 經濟體系
熱經濟學家認為，經濟體系總是涉及物質，能量，熵和信息。此外，許多經濟活動的目的是要達成一定的結構。以這種方式，熱經濟學適用於非平衡態熱力學理論，這種結構的形成稱為「耗散系統」的形成。還有資訊理論，其中熵是一個主要構建物，以經濟活動來建模：其中能量和物料的自然流動起了作用，創造了稀有資源。在熱力學術語中，人類經濟活動可以被描述為一個「耗散系統」，它轉換和交換資源、商品和服務以消耗自由能。